# Hardwick (West Oxfordshire)
Hardwick – wieś w Anglii, w hrabstwie Oxfordshire, w dystrykcie West Oxfordshire. Leży 15 km na zachód od Oksfordu i 97 km na zachód od Londynu.